# Wahlen zum Senat der Vereinigten Staaten 1804 und 1805
Die Wahlen zum Senat der Vereinigten Staaten 1804 und 1805 zum 9. Kongress der Vereinigten Staaten fanden zu verschiedenen Zeitpunkten statt. Die Wahlen fanden parallel zur Präsidentschaftswahl 1804 statt, in der Thomas Jefferson wiedergewählt wurde. Vor der Verabschiedung des 17. Zusatzartikels wurden die Senatoren nicht direkt gewählt, sondern von den Parlamenten der Bundesstaaten bestimmt.
Noch vor den Wahlen zum 9. Kongress fanden in Delaware, New York, Rhode Island, South Carolina und Virginia insgesamt acht Nachwahlen statt. Beide Parteien konnten dabei ihre jeweiligen Sitze halten.
Zur Wahl standen die 11 Sitze der Senatoren der Klasse II, die 1798 und 1799 für eine Amtszeit von sechs Jahren gewählt worden waren. Von diesen gehörten vier der Föderalistischen Partei an, sieben der Demokratisch-Republikanischen Partei (damals Republikaner). Fünf Senatoren wurden wiedergewählt, drei Sitze konnten die Republikaner halten, zwei Sitze eroberten die Republikaner von den Föderalisten. In North Carolina wurde mit Montfort Stokes zwar ein Republikaner gewählt, dieser lehnte die Wahl aber ab, so dass der Sitz bis Dezember vakant blieb. Damit stieg die Mehrheit der Republikaner im Senat auf 26 zu 7, nachdem in North Carolina erneut gewählt worden war, auf 27 zu 7. Die Nachwahl in Kentucky fand nach dem Zusammentritt des Kongresses statt, aber vor der ersten Sitzungsperiode des 9. Kongresses, die am 2. Dezember 1805 begann, änderte aber nichts an den Mehrheitsverhältnissen.

## Ergebnisse

### Wahlen während des 8. Kongresses
Die Gewinner dieser Wahlen wurden vor dem 4. März 1805 in den Senat aufgenommen, also während des 8. Kongresses.
| Staat          | Amtierender Senator           | Partei       | Nachwahl   | Datum            | Ergebnis                   | Neuer Senator          |
| -------------- | ----------------------------- | ------------ | ---------- | ---------------- | -------------------------- | ---------------------- |
| Delaware       | William H. Wells              | Föderalist   | Klasse II  | 13. Nov. 1804    | von Föderalisten gehalten  | James A. Bayard        |
| New York       | Theodorus Bailey              | Republikaner | Klasse I   | 3. Feb. 1804     | von Republikanern gehalten | John Armstrong         |
| New York       | John Armstrong                | Republikaner | Klasse I   | 9. November 1804 | von Republikanern gehalten | Samuel Latham Mitchill |
| New York       | John Armstrong, ernannt       | Republikaner | Klasse III | 3. Februar 1804  | von Republikanern gehalten | John Smith             |
| Rhode Island   | Samuel J. Potter              | Republikaner | Klasse I   | 29. Oktober 1804 | von Republikanern gehalten | Benjamin Howland       |
| South Carolina | Pierce Butler                 | Republikaner | Klasse III | 6. Dezember 1804 | von Republikanern gehalten | John Gaillard          |
| Virginia       | Andrew Moore, ernannt         | Republikaner | Klasse I   | 4. Dezember 1804 | von Republikanern gehalten | William Branch Giles   |
| Virginia       | William Branch Giles, ernannt | Republikaner | Klasse II  | 4. Dezember 1804 | von Republikanern gehalten | Andrew Moore           |

- Republikaner bezeichnet Angehörige der heute meist als Demokratisch-Republikanische Partei oder Jeffersonian Republicans bezeichneten Partei.
- ernannt: Senator wurde vom Gouverneur als Ersatz für einen ausgeschiedenen Senator ernannt, Nachwahl nötig.

### Wahlen zum 9. Kongress
Die Gewinner dieser Wahlen wurden am 4. März 1805 in den Senat aufgenommen, also bei Zusammentritt des 9. Kongresses. Alle Sitze dieser Senatoren gehören zur Klasse II. Die Wahl in Tennessee hatte bereits im September 1803 stattgefunden. Montfort Stokes wurde zwar gewählt, nahm die Wahl aber nicht an und wird deshalb nicht als Senator im 9. Kongress gezählt (1816 wurde er erneut gewählt und auch Senator).
| Staat          | Amtierender Senator  | Partei       | Datum              | Ergebnis                   | Neuer Senator        |
| -------------- | -------------------- | ------------ | ------------------ | -------------------------- | -------------------- |
| Delaware       | James A. Bayard      | Föderalist   | 24. Januar 1805    | wiedergewählt              | James A. Bayard      |
| Georgia        | Abraham Baldwin      | Republikaner | 14. November 1804  | wiedergewählt              | Abraham Baldwin      |
| Kentucky       | John Brown           | Republikaner | November 1804      | von Republikanern gehalten | Buckner Thruston     |
| Massachusetts  | Timothy Pickering    | Föderalist   | 6. Februar 1805    | wiedergewählt              | Timothy Pickering    |
| New Hampshire  | Simeon Olcott        | Föderalist   | 28. November 1804  | Zugewinn Republikaner      | Nicholas Gilman      |
| New Jersey     | Jonathan Dayton      | Föderalist   | 1804               | Zugewinn Republikaner      | Aaron Kitchell       |
| North Carolina | Jesse Franklin       | Republikaner | 1804               | von Republikanern gehalten | Montfort Stokes      |
| Rhode Island   | Christopher Ellery   | Republikaner | 1804               | von Republikanern gehalten | James Fenner         |
| South Carolina | Thomas Sumter        | Republikaner | 6. Dezember 1804   | wiedergewählt              | Thomas Sumter        |
| Tennessee      | William Cocke        | Republikaner | 23. September 1803 | von Republikanern gehalten | Daniel Smith         |
| Virginia       | William Branch Giles | Republikaner | 7. Dezember 1804   | wiedergewählt              | William Branch Giles |

- Republikaner bezeichnet Angehörige der heute meist als Demokratisch-Republikanische Partei oder Jeffersonian Republicans bezeichneten Partei.
- wiedergewählt: ein gewählter Amtsinhaber wurde wiedergewählt.

### Wahlen während des 9. Kongresses
Die Gewinner dieser Wahlen wurden nach dem 4. März 1805 in den Senat aufgenommen, also während des 9. Kongresses.
| Staat          | Amtierender Senator | Partei       | Nachwahl   | Datum             | Ergebnis                   | Neuer Senator |
| -------------- | ------------------- | ------------ | ---------- | ----------------- | -------------------------- | ------------- |
| Kentucky       | John Breckinridge   | Republikaner | Klasse III | 8. November 1805  | von Republikanern gehalten | John Adair    |
| North Carolina | vakant              | vakant       | Klasse II  | 22. November 1805 | Zugewinn Republikaner      | James Turner  |

- Republikaner bezeichnet Angehörige der heute meist als Demokratisch-Republikanische Partei oder Jeffersonian Republicans bezeichneten Partei.

## Einzelstaaten
In allen Staaten wurden die Senatoren durch die Parlamente gewählt, wie durch die Verfassung der Vereinigten Staaten vor der Verabschiedung des 17. Zusatzartikels vorgesehen. Das Wahlverfahren bestimmten die Staaten selbst, war daher von Staat zu Staat unterschiedlich. Teilweise ergibt sich aus den Quellen nur, wer gewählt wurde, aber nicht wie.
Parteien im modernen Sinne gab es zwar nicht, aber die meisten Politiker der jungen Vereinigten Staaten lassen sich im First Party System der Föderalistischen Partei zuordnen oder der Republikanischen Partei, die zur Unterscheidung von der 1854 gegründeten Grand Old Party meist als Demokratisch-Republikanische Partei oder Jeffersonian Republicans bezeichnet wird.

### Delaware
William H. Wells, föderalistischer Senator für Delaware seit 1799, trat am 6. November 1804 zurück. Zu seinem Nachfolger wurde am 13. November James A. Bayard gewählt. Er war der einzige nominierte Kandidat und erhielt 15 Stimmen. Am 24. Januar 1805 wurde er wiederum mit 15 Stimmen wiedergewählt. Neun Stimmen entfielen auf den Republikaner Caesar A. Rodney, eine erhielt der Föderalist und ehemalige Gouverneur James Sykes.

### Georgia
Abraham Baldwin, republikanischer Senator für Georgia seit 1799, wurde am 14. November 1804 ohne Gegenstimmen für eine weitere Amtsperiode gewählt.

### Kentucky
John Brown, republikanischer Senator für Kentucky seit 1792, trat im November 1804 zwar zur Wiederwahl an, erhielt aber in sechs Wahlgängen weniger Stimmen als seine ebenfalls republikanischen Gegenkandidaten. Brown erhielt jeweils 14 Stimmen im Repräsentantenhaus und sieben im Senat, John Adair erhielt 30 Stimmen im Repräsentantenhaus und 10 im Senat. Buckner Thruston erhielt jeweils 18 Stimmen im Repräsentantenhaus, im Senat erhielt er zunächst sechs Stimmen, im dritten und vierten Wahlgang sieben und anschließend acht Stimmen, da zwei Senatoren später eingetroffen waren. Im siebten Wahlgang standen nur noch die beiden bestplatzierten Kandidaten zur Wahl, hier setzte sich Thruston knapp durch. Er erhielt 31 Stimmen im Repräsentantenhaus und 13 im Senat, Adair erhielt ebenfalls 31 im Repräsentantenhaus, aber nur 12 im Senat. Damit war Buckner Thruston gewählt.
John Breckinridge, republikanischer Klasse-III-Senator seit 1801, trat am 7. August 1805 zurück, um Attorney General (Justizminister) der Vereinigten Staaten zu werden. Am 8. November wählte das Parlament von Kentucky John Adair zu seinem Nachfolger, der sich bereits im Jahr vorher um einen Sitz im Senat beworben hatte. Adair erhielt 31 Stimmen im Repräsentantenhaus und 14 im Senat, sein Gegenkandidat John Pope erhielt 26 Stimmen im Repräsentantenhaus und neun im Senat.

### Massachusetts
Timothy Pickering, föderalistischer Senator für Massachusetts seit 1803, wurde am 6. Februar 1805 wiedergewählt. Sein republikanischer Gegenkandidat, der Kongressabgeordnete William Eustis, hatte im ersten Wahlgang mit 99 Stimmen eine relative Mehrheit erhalten, da nur 97 Abgeordnete für Pickering stimmten, fünf aber für dessen Parteifreund Isaac Parker. Beim zweiten Wahlgang erhielt Eustis 100 Stimmen, Pickering 98 und Parker 2, bis schließlich im dritten Wahlgang mit 102 Stimmen (nach einer Quelle 101) für Pickering und 99 für Eustis die Entscheidung fiel.

### New Hampshire
Simeon Olcott, föderalistischer Senator für New Hampshire seit 1801, wurde nicht zur Wiederwahl nominiert. Am 28. November 1804 wurde der Republikaner Nicholas Gilman zu seinem Nachfolger gewählt. Gilman erhielt 85 Stimmen, sein föderalistischer Gegenkandidat Timothy Farrar (1747–1849), ehemaliger Richter am Obersten Gerichtshof von New Hampshire, erhielt 70 Stimmen.

### New Jersey
Jonathan Dayton, föderalistischer Senator für New Jersey seit 1799, bewarb sich vergeblich um seine Wiederwahl. In der gemeinsamen Versammlung beider Häuser des Parlaments erhielt er nur 15 Stimmen, sein republikanischer Gegenkandidat Aaron Kitchell erhielt 36 und war damit gewählt.

### New York
DeWitt Clinton, Klasse-III-Senator für New York seit 1802, war am 4. November 1803 zurückgetreten, um nach New York zurückzukehren. Zu seinem Nachfolger wurde sein Vorgänger John Armstrong ernannt. Theodorus Bailey, Klasse-I-Senator für New York seit 1803, trat am 16. Januar 1804 zurück, um Postmeister der Stadt New York zu werden. Armstrong trat daraufhin zurück, um sich für den Sitz von Bailey zu bewerben, dessen verbleibende Amtszeit bis zum März 1809 ging, während die seines aktuellen Sitzes am 3. März 1807 endete. Am 3. Februar 1804 wurde John Smith zu seinem Nachfolger gewählt, nach dem 1803 gewählten John Smith aus Ohio bis zu dessen Rücktritt im April 1808 der zweite Senator dieses Namens. Smith wurde von Senat und Assembly des Staates ohne Gegenstimmen gewählt. Am gleichen Tag wurde Armstrong gewählt, er erhielt 83 Stimmen in der Assembly und 28 im Senat. Seine föderalistischen Gegenkandidaten Jacob Radcliff, der spätere Bürgermeister von New York City, und Egbert Benson, mehrfacher Abgeordneter im Repräsentantenhaus der USA, erhielten vier bzw. drei Stimmen.
Kaum ein halbes Jahr im Senat trat John Armstrong zurück, da er zum Botschafter der Vereinigten Staaten in Frankreich ernannt worden war. Am 9. November 1804 wurde der Kongressabgeordnete Samuel Latham Mitchill zu seinem Nachfolger gewählt. Er erhielt 74 Stimmen in der Assembly und 24 im Senat. Sein föderalistischer Gegenkandidat Rufus King, der einer der beiden ersten Senatoren für New York gewesen war, erhielt 14 Stimmen in der Assembly und drei im Senat. Eine Stimme ging an den Republikaner David Thomas.

### North Carolina
Jesse Franklin, Senator für North Carolina seit 1799, erhielt im ersten bis dritten Wahlgang zwar jeweils die meisten Stimmen, aber keine absolute Mehrheit. Im vierten Wahlgang hatte Montfort Stokes mehr Stimmen als Franklin, im fünften dann die absolute Mehrheit. Stokes erklärte im November 1805, kurz vor der ersten regulären Sitzung des 9. Kongresses, dass er das Amt nicht antreten würde. Am 22. November wurde an seiner statt James Turner gewählt, der Gouverneur des Staates. Turner erhielt 122 Stimmen, 51 Stimmen erhielt der Föderalist Thomas Davis, Mitglied im House of Commons (Vorläufer des Repräsentantenhauses von North Carolina) für Fayetteville.

### Rhode Island
Samuel J. Potter, Klasse-I-Senator für Rhode Island seit 1803, starb am 14. Oktober 1804. Zu seinem Nachfolger wurde am 29. Oktober Benjamin Howland gewählt. Er gewann mit einer Mehrheit von zwei Stimmen gegen Asher Robbins. Christopher Ellery, seit 1801 Senator, trat zwar zur Wiederwahl an, wurde aber von dem späteren Gouverneur James Fenner geschlagen. Fenner gewann mit einer Mehrheit von 16 Stimmen. Beide neuen Senatoren waren wie ihre Vorgänger Republikaner.

### South Carolina
Pierce Butler, republikanischer Klasse-III-Senator für South Carolina seit 1802, trat am 21. November 1804 zurück. Am 6. Dezember 1804 wählte das Parlament des Staates in einer gemeinsamen Sitzung John Gaillard zu seinem Nachfolger. Er erhielt 105 der 134 Stimmen, 28 Stimmen verteilten sich auf elf andere Männer, ein Abgeordneter enthielt sich. Am gleichen Tag wurde Thomas Sumter wiedergewählt, republikanischer Senator seit 1801. Er erhielt 101 Stimmen, 21 Stimmen gingen an den späteren Gouverneur Henry Middleton, 12 weitere Stimmen verteilten sich auf acht weitere Kandidaten.

### Tennessee
William Cocke, republikanischer Senator für Tennessee seit 1799, trat nicht zur Wiederwahl an. Zu seinem Nachfolger hatte das Parlament des Staates schon am 23. September 1803 Daniel Smith gewählt. Die Wahl erfolgte fast einstimmig, eine einzige Stimme ging an Jenkin Whiteside, der 1809 der Nachfolger von Daniel Smith wurde.

### Virginia
Wilson Cary Nicholas, republikanischer Klasse-II-Senator für Virginia seit 1799, war am 22. Mai 1804 zurückgetreten, um die Zollbehörde im Hafen von Norfolk zu leiten. Sein Kollege Abraham B. Venable, Klasse I-Senator seit 1803, trat am 7. Juni 1804 zurück, um Präsident der Bank of Virginia zu werden. Am 11. August 1804 bestimmte das Executive Council William Branch Giles zum Nachfolger von Venable, Andrew Moore zum Nachfolger von Nicholas. Beide traten am 3. Dezember zurück und wurden am 4. Dezember für die verbleibende Amtszeit auf den jeweils anderen Sitz gewählt. Giles wurde fast einstimmig gewählt. Am 7. Dezember wurde Giles mit Mehrheit für eine volle Amtszeit von sechs Jahren wiedergewählt. Venable, Giles und Moore waren ebenfalls Republikaner.